# Jeanne Balibar

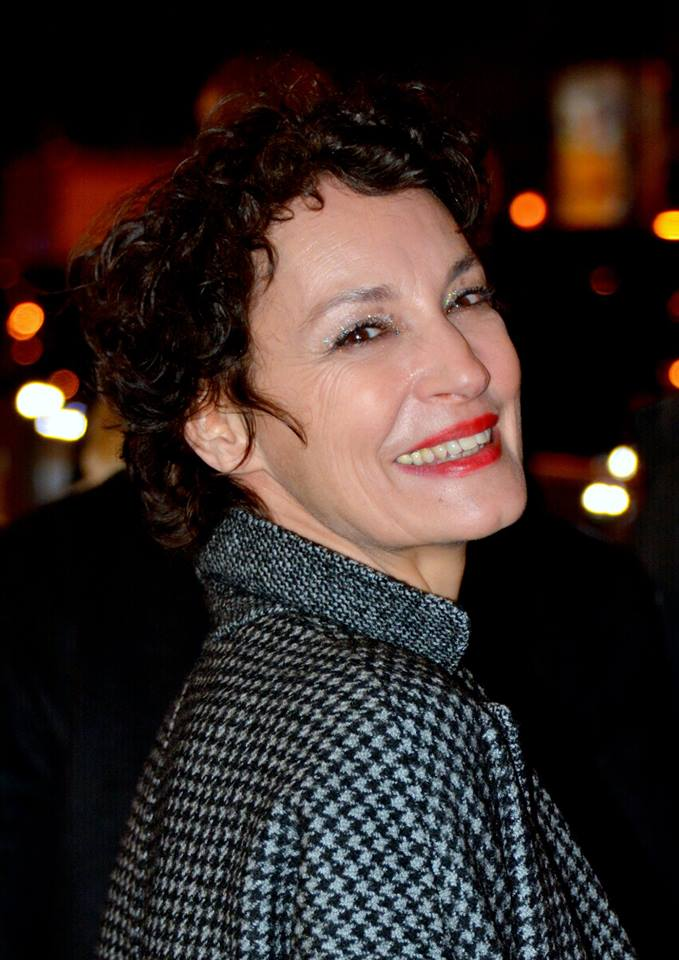
Jeanne Balibar bei der César-Verleihung 2018

Jeanne Balibar (* 13. April 1968 in Paris) ist eine französische Schauspielerin und Sängerin.

## Leben
Jeanne Balibar wurde als Tochter des Philosophen Étienne Balibar und der Physikerin Françoise Balibar geboren. Nach einem Studium der Geschichte an der École Normale Supérieure begann sie ihre Schauspielkarriere mit einer Rolle in Don Juan auf dem Festival von Avignon. Ihre erste Filmrolle hatte sie 1992 in Arnaud Desplechins Die Wache (La Sentinelle).
2018 gewann Balibar den französischen Filmpreis César als beste Hauptdarstellerin für ihre Leistung in Mathieu Amalrics Spielfilm Barbara. Darin ist sie als Schauspielerin zu sehen, die sich auf ihre Rolle in einem Film über die Sängerin Barbara vorbereitet. Vier weitere Male war Balibar für den César nominiert: 1997 und 1998 jeweils als Beste Nachwuchsdarstellerin für Ich und meine Liebe und J’ai horreur de l’amour sowie 2001 und 2009 als beste Nebendarstellerin für Ça ira mieux demain und Bonjour Sagan.
Mit Mathieu Amalric hat sie zwei Kinder. Das Paar trennte sich im Jahr 2000. Inzwischen lebt sie mit dem Schriftsteller Pierre Alféri zusammen, der für sie auch einige Texte verfasst hat.
2008 wurde Balibar in die Wettbewerbsjury der 61. Filmfestspiele von Cannes berufen.

## Filmografie (Auswahl)
- 1992: Die Wache (La sentinelle)
- 1993: Julie Lescaut (Fernsehserie, 1 Folge)
- 1994: La folie douce
- 1994: Un dimanche à Paris
- 1995: La croisade d’Anne Buridan
- 1996: Ich und meine Liebe (Comment je me suis disputé … (ma vie sexuelle))
- 1997: J’ai horreur de l’amour
- 1997: Es wird aufgegessen (Mange ta soupe)
- 1998: Gott allein sieht mich (Dieu seul me voit (Versailles-Chantiers))
- 1998: Ende August, Anfang September (Fin août, début septembre)
- 1999: Trois ponts sur la rivière
- 2000: Sade
- 2000: Comédie de l’innocence
- 2000: Ça ira mieux demain
- 2001: Va Savoir (Va savoir)
- 2001: Le stade de Wimbledon
- 2001: Mit all meiner Liebe (Avec tout mon amour)
- 2002: Eine ganz private Affäre (Une affaire privée)
- 2002: 17 fois Cécile Cassard
- 2003: Saltimbank
- 2003: All die schönen Versprechungen (Toutes ces belles promesses)
- 2003: Code 46
- 2004: Clean
- 2006: Call Me Agostino
- 2007: Gene Broadway – Tanz … oder Liebe? (J’aurais voulu être un danseur)
- 2007: Die Herzogin von Langeais (Ne touchez pas la hache)
- 2007: J’aurais voulu être un danseur
- 2008: Bonjour Sagan (Sagan)
- 2008: L’idiot
- 2008: Das Mädchen aus Monaco (La fille de Monaco)
- 2008: Wenn Spione singen (Le plaisir de chanter)
- 2009: Le bal des actrices
- 2009: La femme invisible (d’après une histoire vraie)
- 2010: Im Alter von Ellen
- 2012: Clara geht für immer (Clara s’en va mourir) (TV)
- 2013: Par exemple, Electre
- 2014: Grace of Monaco
- 2014: Delight
- 2015: Deadweight
- 2017: Barbara
- 2018: Cold War – Der Breitengrad der Liebe (Zimna wojna)
- 2019: Die Wütenden – Les Misérables (Les misérables)
- 2021: Memoria
- 2021: Verlorene Illusionen (Illusions perdues)
- 2021: Das Seil (La corde, Miniserie, 3 Folgen)
- 2021: Alors on danse
- 2022: Irma Vep (Fernsehserie, 1 Folge)
- 2023: Laissez-moi ! (Fass mich an)
- 2023: Die Unerwünschten – Les Indésirables (Les Indésirables)
- 2024: Franklin (Miniserie)
- 2024: Bolero
- 2024: Ma famille chérie
- 2024: Le système Victoria
- 2024: Iris (Fernsehserie, 5 Folgen)
- 2025: Nino

## Diskografie
- 2003: Paramour
- 2006: Slalom Dame